# Oscar Heisserer
Oscar Heisserer (* 18. Juli 1914 in Schirrheim, Reichsland Elsaß-Lothringen, Deutsches Kaiserreich; † 7. Oktober 2004 in Straßburg) war ein französischer Fußballspieler und -trainer.

## Der Spieler

### Im Verein
Der Elsässer begann seine Karriere beim heimatlichen Etoile Schirrhein, dessen Stadion mittlerweile nach ihm benannt ist. 1932 wechselte er zum FC Bischwiller, für den er auch in der ersten Mannschaft spielte und mit dem er seine ersten, noch relativ bescheidenen Sporen verdiente: Bischwiller wurde 1933 und 1934 elsässischer Amateurmeister. Anschließend holte ihn Racing Strasbourg für seine Profimannschaft; bereits in der Saison 1934/35 wurde Heisserer mit dieser Elf Vizemeister der Division 1, wobei er 26 der 30 Begegnungen bestritt, und 1936 auch zum Nationalspieler. 1937 stand er erstmals – in diesen Jahren übrigens stets an der Seite des deutschen Torjägers „Ossi“ Rohr – im Pokalfinale, das aber diesmal noch mit einer Niederlage für sein Team (1:2 gegen den FC Sochaux) endete. Eingesetzt wurde er entweder als Stürmer (halblinks) oder als Außenläufer; er war auch torgefährlich – 1935/36 und 1937/38 zählte er mit 13 bzw. 14 Treffern jeweils zu den 15 erfolgreichsten Schützen der Liga –, aber berühmt wurde er vor allen Dingen durch sein mannschaftsdienliches Spiel, seine Laufbereitschaft und seinen riesigen Aktionsradius.
1938 wechselte er zum Racing Club de Paris, der zu jener Zeit gespickt war mit austro-französischen (Hiden, Hiltl, Jordan, Mathé, Weiskopf) und einheimischen Nationalspielern (u. a. Veinante und Diagne). Meister wurde Heisserer auch mit diesem Verein bis einschließlich 1944/45 nicht, zumal während seiner beiden Pariser Jahre lediglich 1938/39 noch ein offizieller Titel vergeben und Racing nur Dritter wurde. Während der „Kriegsmeisterschaften“ spielte der als „judenfreundlich“ betrachtete Klub im mehrgeteilten Ligabetrieb keine große Rolle. Im Pokal hingegen gelang Heisserer gleich dreimal der ganz große Erfolg: 1939 (3:1 gegen Olympique Lillois), 1940 (2:1 über Olympique Marseille) und 1945 (3:0, erneut gegen Lille) schrieb der Pariser Racing Club sich in die Siegerliste der Coupe de France ein; der Halbstürmer stand in allen Endspielen in der erfolgreichen Elf und erzielte dabei 1945 auch einen Treffer.
Für die Kriegsjahre weisen die Quellen unterschiedliche Angaben bezüglich Heisserers Biographie auf. So soll er zeitweise in das von Deutschland annektierte Elsass zurückgekehrt sein, dort jüdischen Menschen zur Flucht in die Schweiz verholfen und sich 1943 selbst dorthin abgesetzt haben, um der Zwangsrekrutierung durch die Wehrmacht zu entgehen; er habe der französischen Widerstandsbewegung angehört und 1944 an der Befreiung des Elsass mitgewirkt. Das deutsche Fachblatt Kicker erwähnt ihn von 1940 bis 43 kontinuierlich als Spieler bei Rasensport Straßburg, wie Racing jetzt genannt wurde; eine französische Quelle schreibt, Oscar Heisserer habe bereits im Juli 1940 bei Rasensport „das Training in die Hände genommen“. Schweizer Zeitungen berichteten im Herbst 1943 von Versuchen des FC La Chaux-de-Fonds, Heisserer zu verpflichten, was nicht zu Stande kam. Einer anderen Quelle zufolge soll er ein Angebot von Josef Herberger, im deutschen Team zu spielen, ebenso abgelehnt haben wie die Aufforderung, bei der Sportgemeinschaft SS Straßburg zu spielen. 1943 habe er die Einberufung zur Wehrmacht erhalten, sei am folgenden Tag mit falschen Papieren in Lothringen untergetaucht und anschließend in die Schweiz entkommen. Dort soll er zwei Jahre in einem Arbeitslager interniert gewesen und im Frühjahr 1945 als Soldat der französischen Armee nach Straßburg zurückgekehrt sein.
Nach dem Pokalsieg 1945 verließ er die Hauptstadt endgültig und kehrte zu Racing nach Straßburg zurück, wo er noch vier weitere Jahre in der höchsten Liga (und auch in der Nationalmannschaft) zum Einsatz kam, wenn auch zunehmend seltener. 1946/47 war noch einmal eine relativ erfolgreiche Spielzeit: der Verein beendete die Saison auf Platz drei und erreichte das Pokalendspiel. Für Heisserer war es das fünfte in seiner Laufbahn und das dritte gegen Lille, aber mit dem elsässischen Racing Club blieb ihm – wie 1937 – der Triumph verwehrt; die Fußballer aus Nordfrankreich siegten mit 2:0. Als der RC Strasbourg im Sommer 1949 aus der Division 1 absteigen musste, beendete er, fast 35-jährig, seine Zeit als Aktiver.

#### Stationen
- FC Bischwiller (1932–1934)
- Racing Club de Strasbourg (1934–1938)
- Racing Club de Paris (1938–1940? und ?–1945)
- Racing Club de Strasbourg (1945–1949)
- Olympique Lyonnais (1950–1952, 1950/51 als Spielertrainer in D2)

### In der Nationalmannschaft
Zwischen Dezember 1936 und April 1948 bestritt Oscar Heisserer 25 Länderspiele für die Équipe tricolore und erzielte dabei acht Tore. Krieg und Besetzung Frankreichs kosteten ihn vermutlich eine weitaus größere Zahl von Einsätzen, da Frankreich während dieser knapp fünf Jahre bis Dezember 1944 lediglich zwei internationale Begegnungen bestritt; Heisserer selbst kam im Januar 1940 und dann erst wieder im Mai 1945 zum Einsatz. 1938 war er auch Stammspieler der Bleus bei der Weltmeisterschaftsendrunde und schoss im Viertelfinale den zwischenzeitlichen Ausgleichstreffer gegen Italien.
Sein erinnerungswürdigstes Länderspiel fand am 26. Mai 1945 statt: erstmals in seiner Geschichte gelang es Frankreich, im Wembley-Stadion gegen England nicht zu verlieren; und es war Heisserer, der zuerst seine Mitspieler als Mannschaftsführer auf den „heiligen Rasen“ führte, dann gegen Matthews, Mercer und Co. mitzuhalten vermochte und in der Schlussminute mit seinem Treffer den 2:2-Endstand herstellte.

## Der Trainer
1949 verpflichtete ihn der Zweitligist Lyon Olympique Universitaire als Trainer, 1950 der daraus hervorgegangene, neu gegründete Verein Olympique Lyonnais. Mit diesem war er auf Anhieb erfolgreich: Lyon stieg 1951 mit großem Vorsprung auf, musste allerdings 1952 auch gleich wieder absteigen. In dieser Saison hat Heisserer sich noch zweimal selbst aufgestellt und dabei sein allerletztes Erstligator erzielt. 1954 führte er Olympique erneut zur Meisterschaft in der Division 2; nach diesem Aufstieg zog es ihn aus privaten Gründen ins Elsass zurück, und so übergab er das Kommando an Julien Darui, mit dem er schon bei der WM 1938 zusammen gespielt hatte. In der Saison 1955/56 ließ er sich überreden, als Nachfolger von Josef Humpál das Traineramt bei Racing Strasbourg zu übernehmen, und trug – neben dem überragenden Torjäger Ernst Stojaspal – maßgeblich dazu bei, dass „sein“ Racing die Zugehörigkeit zur Division 1 erhalten konnte. Ende der 1950er arbeitete er noch einmal als Chefcoach, und zwar bei der SR Colmar.

## Leben nach dem Fußball
Oscar Heisserer hat ein Vierteljahrhundert lang in Colmar ein Schuhgeschäft geführt, weshalb er trotz mancher Angebote nach 1956 nicht mehr im „großen Fußball“ anzutreffen war, es sei denn als Zuschauer und gelegentlicher Ratgeber. Um 1980 setzte er sich zur Ruhe, zog nach Straßburg zurück und ließ sich im südwestlichen Vorort Montagne Verte nieder. 2004 ist er dort, in seinem 91. Lebensjahr, gestorben. Das Stadion seines Geburtsortes trägt heute (2009) seinen Namen.

## Palmarès als Spieler
- Französischer Vizemeister 1935 mit Strasbourg
- Französischer Pokalsieger: 1939, 1940, 1945 (mit Paris) und Finalist 1937 und 1947 (mit Strasbourg)
- Elsässischer Amateurmeister: 1933, 1934
- 25 A-Länderspiele (davon 18 in seiner Zeit bei Strasburg und sieben bei Paris) und acht Tore für Frankreich, dabei sieben Mal Mannschaftsführer; WM-Teilnehmer 1938
- Sechs Spiele und vier Tore für die elsässische Regionalauswahl